# Satellite-sziget (Washington)
A Satellite-sziget az Amerikai Egyesült Államok Washington államának San Juan megyéjében fekszik.
A sziget nevét a Vancouver-szigetnél állomásozó, James Charles Prevost parancsnoksága alatt álló HMS Satellite hajóról kapta.

## Fordítás
- Ez a szócikk részben vagy egészben  a   Satellite Island (Washington) című angol Wikipédia-szócikk ezen változatának fordításán alapul.  Az eredeti cikk szerkesztőit annak laptörténete sorolja fel. Ez a jelzés csupán a megfogalmazás eredetét és a szerzői jogokat jelzi, nem szolgál a cikkben szereplő információk forrásmegjelöléseként.